# Kurt Rein
Kurt Ludwig Rein (* 6. März 1932 in Frătăuții Vechi; † 23. August 2018) war ein deutscher Fachdidaktiker und Hochschullehrer.

## Leben
Nach dem Abitur 1951 in Weiden in der Oberpfalz studierte er an der Ludwig-Maximilians-Universität München und der Johannes Gutenberg-Universität Mainz. Nach der Promotion am 31. Juli 1957 zum Dr. phil. an der Philipps-Universität Marburg habilitierte er sich 1972/73. Ab 1975 lehrte er als Ordinarius an der LMU München, Lehrstuhl Linguistik und Didaktik der deutschen Sprache und Literatur.

## Schriften (Auswahl)
- Die Bedeutung von Tierzucht und Affekt für die Haustierbenennung. Untersucht an der deutschen Synonymik für „capra domestica“. Gießen 1968, OCLC 4975209.
- Religiöse Minderheiten als Sprachgemeinschaftsmodelle. Deutsche Sprachinseln täuferischen Ursprungs in den Vereinigten Staaten von Amerika. Wiesbaden 1977, ISBN 3-515-02152-3.
- Einführung in die kontrastive Linguistik. Darmstadt 1983, ISBN 3-534-08303-2.
- Buchenlanddeutsche Mundartproben. Zeugnisse einer Sprachinsel-Landschaft. Augsburg 2015, ISBN 978-3-910077-99-7.